# Secrétaire parlementaire
Pour les articles homonymes, voir secrétaire.
Un secrétaire parlementaire au Canada et au Royaume-Uni est un député du parti au pouvoir nommé par le premier ministre et chargé de seconder un ministre ou un secrétaire d'État dans ses fonctions parlementaires. Sous la direction du  ministre, il gère les affaires courantes à la Chambre des communes, participe aux travaux des comités et assume certaines responsabilités extra-parlementaires. Les secrétaires parlementaires servent de lien entre les ministres et les parlementaires et certains ont des mandats spéciaux. Ce poste est un milieu de formation pour nouveaux élus prometteurs qui peuvent ensuite accéder au poste de ministre.

## Canada

### Historique
Les premiers secrétaires parlementaires furent nommés durant la Première Guerre mondiale par le premier ministre Robert Borden pour alléger le lourd fardeau de certains ministres. Toutefois, après la défaite de son gouvernement en 1921, cette fonction disparaît. Elle réapparaît au cours de la Seconde Guerre mondiale en 1943, le premier ministre William Lyon Mackenzie King nomme alors sept adjoints parlementaires. Après la guerre, King  et Louis St-Laurent continuent la pratique qui n'est pas encore régie par un règlement.
La nomination des secrétaires parlementaires est officialisée en 1959 par l’adoption d'une loi qui limite leur nombre à seize. En 1971, la loi est modifiée pour qu’il y ait autant de secrétaires parlementaires que de ministres. Au même moment, le premier ministre Pierre Trudeau dit vouloir établir une rotation et remplacer les titulaires à tous les deux ans alors que le mandat avait souvent été de très longue durée antérieurement. Cette règle a été appliquée par certains premiers ministres et pas par d'autres.
Le premier ministre Brian Mulroney accroît le nombre de secrétaires parlementaires en nommant un grand nombre de secrétaires d’État. En 1985, la Loi sur les secrétaires parlementaires est intégrée à la Loi sur le Parlement du Canada.

### Mandat
À la Chambre des communes, le secrétaire parlementaire aide le ministre à demeurer en contact avec les sénateurs et les autres députés. Il assure la liaison au sein du caucus ministériel, entre le ministre et les députés. En l’absence du ministre, il peut également être appelé à intervenir durant la période des questions et choisit les intervenants du cote ministériel pour répondre aux questions de l’opposition. Les secrétaires parlementaires peuvent :
- faire une déclaration durant le temps consacré aux déclarations de députés ;
- déposer des documents à la Chambre au nom d’un ministre ;
- parler au nom d’un ministre durant le débat d’ajournement ;
- agir au nom d’un ministre durant l’étude du Budget des dépenses d’un ministère en comité plénier ;
- agir au nom d’un ministre au cours d’un débat sur une motion portant production de documents.

Par contre, les secrétaires parlementaires ne posent pas de questions durant la période des questions et ne peuvent pas présenter eux-mêmes des motions ou des projets de loi d’initiative parlementaire. Ils ne peuvent pas non plus présenter de projets de loi émanant du gouvernement. Dans les comités parlementaires hors de la Chambre, ils représentent souvent leur ministre et communiquent l’information de leur ministère.  Le ministre peut déléguer à son secrétaire parlementaire des tâches déterminées relativement à l’élaboration des politiques bien qu'il reste redevable devant la Chambre. Le secrétaire parlementaire peut aussi s’acquitter de tâches extra-parlementaires pour le ministre, notamment prononcer des discours, assister à des cérémonies ou rencontrer les délégations.

### Règles d'attribution
Selon la Loi sur le Parlement du Canada, le nombre de secrétaires parlementaires ne peut excéder le nombre de ministres mais ce ne sont pas tous les ministres qui en ont un. Même si les secrétaires parlementaires peuvent être assermentés comme membres du Conseil privé de la Reine pour le Canada, ce n’est généralement pas le cas. Le poste et pour un mandat d’une durée de douze mois qui peut être reconduit et donne une rémunération supplémentaire au député. Les secrétaires parlementaires sont assujettis au Code régissant la conduite des titulaires de charge publique sur les conflits d’intérêts.

## Irlande
Dans l'État libre d'Irlande, la loi de 1924 sur les ministres et les secrétaires a créé le poste de secrétaire parlementaire, initialement limité à sept titulaires. En 1978, le poste a été remplacé en Irlande par celui de secrétaire d'État.

## Source
- Canada : Bibliothèque du parlement, « Le rôle des secrétaires parlementaires », Gouvernement du Canada (consulté le 10 octobre 2008)